# Corea del Sur en la Copa Mundial de Fútbol de 2010
La Selección de Corea del Sur fue uno de los 32 equipos participantes de la Copa Mundial de Fútbol de 2010, que se realizó en Sudáfrica.
Entre sus jugadores destacan figuras como Park Ji-sung, Cha Du-ri y Lee Woon-jae, bajo la conducción técnica del entrenador Huh Jung-moo.

## Clasificación
Corea del Sur comenzó su proceso clasificatorio en la tercera ronda, siendo ubicada en el Grupo 3. Luego de quedar en la primera posición, la selección de Corea del Sur se clasificó para disputar la tercera ronda desde finales de 2008 hasta mediados de 2009.

### Tercera ronda

#### Grupo 3
| Equipo          | Pts | PJ | PG | PE | PP | GF | GC | Dif |
| --------------- | --- | -- | -- | -- | -- | -- | -- | --- |
| Corea del Sur   | 12  | 6  | 3  | 3  | 0  | 10 | 3  | 7   |
| Corea del Norte | 12  | 6  | 3  | 3  | 0  | 4  | 0  | 4   |
| Jordania        | 7   | 6  | 2  | 1  | 3  | 6  | 6  | 0   |
| Turkmenistán    | 1   | 6  | 0  | 1  | 5  | 1  | 12 | -11 |

| Fecha                | Lugar            |                 |                          | Resultado |                          |                 |
| -------------------- | ---------------- | --------------- | ------------------------ | --------- | ------------------------ | --------------- |
| 6 de febrero de 2008 | Seúl             | Corea del Sur   | Bandera de Corea del Sur | 4:0 (1:0) |                          | Turkmenistán    |
| 26 de marzo de 2008  | Shanghái (China) | Corea del Norte |                          | 0:0       | Bandera de Corea del Sur | Corea del Sur   |
| 31 de mayo de 2008   | Seúl             | Corea del Sur   | Bandera de Corea del Sur | 2:2 (1:0) |                          | Jordania        |
| 7 de junio de 2008   | Amán             | Jordania        |                          | 0:1 (0:1) | Bandera de Corea del Sur | Corea del Sur   |
| 14 de junio de 2008  | Asjabad          | Turkmenistán    |                          | 1:3 (0:1) | Bandera de Corea del Sur | Corea del Sur   |
| 22 de junio de 2008  | Seúl             | Corea del Sur   | Bandera de Corea del Sur | 0:0       |                          | Corea del Norte |

### Cuarta ronda
Luego del primer lugar en el Grupo 3 de la tercera ronda, Corea del Sur jugó en el grupo 2 de la cuarta ronda, quedando en primer lugar y por ende, se clasificó directamente a la Copa Mundial de Fútbol.

#### Grupo 2
| Equipo          | Pts | PJ | PG | PE | PP | GF | GC | Dif |
| --------------- | --- | -- | -- | -- | -- | -- | -- | --- |
| Corea del Sur   | 16  | 8  | 4  | 4  | 0  | 12 | 4  | 8   |
| Corea del Norte | 12  | 8  | 3  | 3  | 2  | 7  | 5  | 2   |
| Arabia Saudita  | 12  | 8  | 3  | 3  | 2  | 8  | 8  | 0   |
| Irán            | 11  | 8  | 2  | 5  | 1  | 8  | 7  | +1  |
| Emiratos Árabes | 1   | 8  | 0  | 1  | 7  | 6  | 17 | -11 |

| Fecha                    | Lugar            |                        |                          | Resultado |                          |                        |
| ------------------------ | ---------------- | ---------------------- | ------------------------ | --------- | ------------------------ | ---------------------- |
| 10 de septiembre de 2008 | Shanghái (China) | Corea del Norte        |                          | 1:1 (0:0) | Bandera de Corea del Sur | Corea del Sur          |
| 15 de octubre de 2008    | Seúl             | Corea del Sur          | Bandera de Corea del Sur | 4:1 (2:0) |                          | Emiratos Árabes Unidos |
| 19 de noviembre de 2008  | Riad             | Arabia Saudita         |                          | 0:2 (0:0) | Bandera de Corea del Sur | Corea del Sur          |
| 11 de febrero de 2009    | Teherán          | Irán                   |                          | 1:1 (0:0) | Bandera de Corea del Sur | Corea del Sur          |
| 1 de abril de 2009       | Seúl             | Corea del Sur          | Bandera de Corea del Sur | 1:0 (0:0) |                          | Corea del Norte        |
| 6 de junio de 2009       | Abu Dabi         | Emiratos Árabes Unidos |                          | 0:2 (0:2) | Bandera de Corea del Sur | Corea del Sur          |
| 10 de junio de 2009      | Seúl             | Corea del Sur          | Bandera de Corea del Sur | 0:0       |                          | Arabia Saudita         |
| 17 de junio de 2009      | Seúl             | Corea del Sur          | Bandera de Corea del Sur | 1:1 (0:0) |                          | Irán                   |

## Jugadores
| #     | Nombre          | Posición      | Edad | PJ Sel | Club                  |
| ----- | --------------- | ------------- | ---- | ------ | --------------------- |
| 1     | Lee Woon-jae    | Portero       | 37   | 130    | Suwon Bluewings       |
| 2     | Oh Beom-seok    | Defensa       | 25   | 38     | Ulsan Hyundai         |
| 3     | Kim Hyung-il    | Defensa       | 26   | 2      | Pohang Steelers       |
| 4     | Cho Yong-hyung  | Defensa       | 26   | 32     | Jeju United FC        |
| 5     | Kim Nam-il      | Mediocampista | 33   | 93     | FC Tom Tomsk          |
| 6     | Kim Bo-kyung    | Mediocampista | 20   | 6      | Oita Trinita          |
| 7     | Park Ji-sung    | Mediocampista | 29   | 88     | Manchester United     |
| 8     | Kim Jung-woo    | Mediocampista | 28   | 57     | Gwangju Sangmu FC     |
| 9     | Ahn Jung-hwan   | Delantero     | 34   | 71     | Dalian Shide          |
| 10    | Park Chu-young  | Delantero     | 24   | 41     | AS Monaco             |
| 11    | Lee Seung-yeoul | Delantero     | 21   | 8      | FC Seoul              |
| 12    | Lee Young-pyo   | Defensa       | 33   | 113    | Al Hilal              |
| 13    | Kim Jae-sung    | Mediocampista | 26   | 8      | Pohang Steelers       |
| 14    | Lee Jung-soo    | Defensa       | 30   | 25     | Kashima Antlers       |
| 15    | Kim Dong-jin    | Defensa       | 28   | 61     | Ulsan Hyundai         |
| 16    | Ki Sung-yueng   | Mediocampista | 21   | 22     | Celtic FC             |
| 17    | Lee Chung-yong  | Mediocampista | 21   | 24     | Bolton Wanderers      |
| 18    | Jung Sung-ryong | Portero       | 25   | 16     | Seongnam Ilhwa Chunma |
| 19    | Yeom Ki-hun     | Mediocampista | 27   | 35     | Suwon Bluewings       |
| 20    | Lee Dong-gook   | Delantero     | 31   | 83     | Jeonbuk Motors        |
| 21    | Kim Young-kwang | Portero       | 26   | 14     | Ulsan Hyundai         |
| 22    | Cha Du-ri       | Defensa       | 29   | 47     | SC Freiburg           |
| 23    | Kang Min-soo    | Defensa       | 24   | 31     | Suwon Bluewings       |
| D. T. | Huh Jung-moo    |               |      |        |                       |

## Participación

### Grupo B
| Equipo        | Pts | PJ | PG | PE | PP | GF | GC | Dif |
| ------------- | --- | -- | -- | -- | -- | -- | -- | --- |
| Argentina     | 9   | 3  | 3  | 0  | 0  | 7  | 1  | 6   |
| Corea del Sur | 4   | 3  | 1  | 1  | 1  | 5  | 6  | -1  |
| Grecia        | 3   | 3  | 1  | 0  | 2  | 2  | 5  | -3  |
| Nigeria       | 1   | 3  | 0  | 1  | 2  | 3  | 5  | -2  |

| Sábado 12 de junio de 2010, 13:30 | Corea del Sur               | 2:0 (1:0) | Grecia | Est. Nelson Mandela Bay, Port Elizabeth                                    |                                                                            |
|                                   | C.S. Lee 6' · J.S. Park 51' | Reporte   |        | Asistencia: 31.513 espectadores Árbitro(s): Michael Hester (Nueva Zelanda) | Asistencia: 31.513 espectadores Árbitro(s): Michael Hester (Nueva Zelanda) |

| 17 de junio de 2010, 13:30 | Argentina                                    | 4:1 (2:1) | Corea del Sur | Estadio Soccer City, Johannesburgo                                       |                                                                          |
|                            | C.Y. Park 16' (a.g.) · Higuaín 32', 75', 79' | Reporte   | C.Y. Lee 45'  | Asistencia: 82.174 espectadores Árbitro(s): Frank De Bleeckere (Bélgica) | Asistencia: 82.174 espectadores Árbitro(s): Frank De Bleeckere (Bélgica) |

| 22 de junio de 2010, 20:30 | Nigeria                      | 2:2 (1:1) | Corea del Sur                | Estadio Moses Mabhida, Durban                                               |                                                                             |
|                            | Uche 11' · Yakubu 68' (pen.) | Reporte   | J.S. Lee 37' · C.Y. Park 48' | Asistencia: 61.874 espectadores Árbitro(s): Olegário Benquerença (Portugal) | Asistencia: 61.874 espectadores Árbitro(s): Olegário Benquerença (Portugal) |

### Octavos de final
| 26 de junio de 2010, 16:00 | Uruguay        | 2:1 (1:0) | Corea del Sur | Estadio Nelson Mandela Bay, Puerto Elizabeth                          |                                                                       |
|                            | Suárez 7', 79' | Reporte   | C.Y. Lee 67'  | Asistencia: 30.597 espectadores Árbitro(s): Wolfgang Stark (Alemania) | Asistencia: 30.597 espectadores Árbitro(s): Wolfgang Stark (Alemania) |